# Vandeuil
Vandeuil é uma comuna francesa na região administrativa do Grande Leste, no departamento de Marne. Estende-se por uma área de 5.35 km², e possui 183 habitantes, segundo o censo de 2018, com uma densidade de 34 hab/km².